# Flöguhnjúkur
Flöguhnjúkur är en bergstopp i republiken Island. Den ligger i regionen Austurland, 400 km öster om huvudstaden Reykjavík. Toppen på Flöguhnjúkur är 730 meter över havet.
Trakten runt Flöguhnjúkur är nära nog obefolkad, med mindre än två invånare per kvadratkilometer. Trakten runt Flöguhnjúkur består i huvudsak av gräsmarker.